# 몽장 조약

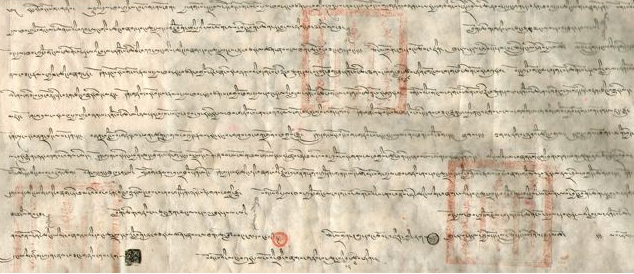
몽장 조약 원문

몽장 조약(중국어: 蒙藏條約, 몽골어: ᠮᠣᠩᠭᠣᠯ
ᠲᠥᠪᠡᠳ
 ᠦᠨ
ᠭᠡᠷ᠎ᠡ) 또는 티베트·몽골 상호 승인 조약은 1913년 2월 2일 티베트와 몽골 양측이 몽골 우르가(현재의 울란바토르)에서 체결한 조약으로 티베트와 몽골 양측이 독립 국가로 국제적인 승인을 받기 위해 협력한다는 내용을 담고 있다. 그러나 조약에 서명한 티베트인의 인적이 불분명하여 조약의 타당성에 의문이 제기되고 있었다.
때때로 조약의 존재성 자체에도 의문이 제기되었으나, 1982년 몽골어로 된 조약 원문이 몽골과학원에 의해 출판되었고, 2007년 몽골 기록 보관소에서 티베트어로 된 조약 문서의 진품 사본이 발견되었다.
티베트와 몽골은 1911년 신해 혁명으로 청나라가 멸망하자 중국으로부터 분리 독립을 선언했지만, 중화민국은 이들의 독립 선언을 인정하지 않았다. 그 후 티베트와 몽골은 1913년 양측의 독립 선언을 상호 승인하는 내용을 담은 조약을 체결했다.

## 같이 보기
- 몽골의 역사
- 티베트의 역사